# Jadersdorf
Jadersdorf ist eine Ortschaft in der Gemeinde Gitschtal in Kärnten, Österreich. Die Ortschaft hat 168 Einwohner (Stand 1. Jänner 2024).

## Geographie
Die Ortschaft befindet sich der Nordseite des Gitschtales am Fuße des Großbodens (1806 m), einem Ausläufer der Spitzegelgruppe. Bereits im „Verzeichnis der Sommeraufenthaltsorte in Kärnten“ aus 1887, das die Anfänge des Fremdenverkehrs dokumentiert, wird der Ort mit einer Tuffgrotte erwähnt.

## Geschichte
Im 5. und 6. Jahrhundert befand sich auf dem nördlich von Jadersdorf liegenden Kappele eine befestigte Höhensiedlung mit frühstädtischem Charakter, von der noch Erdwälle und spärliche Mauerreste vorhanden sind. Die Funde reichen jedoch bis in die Urnenfelder- und Hallstattzeit zurück.

## Weißenbachklamm

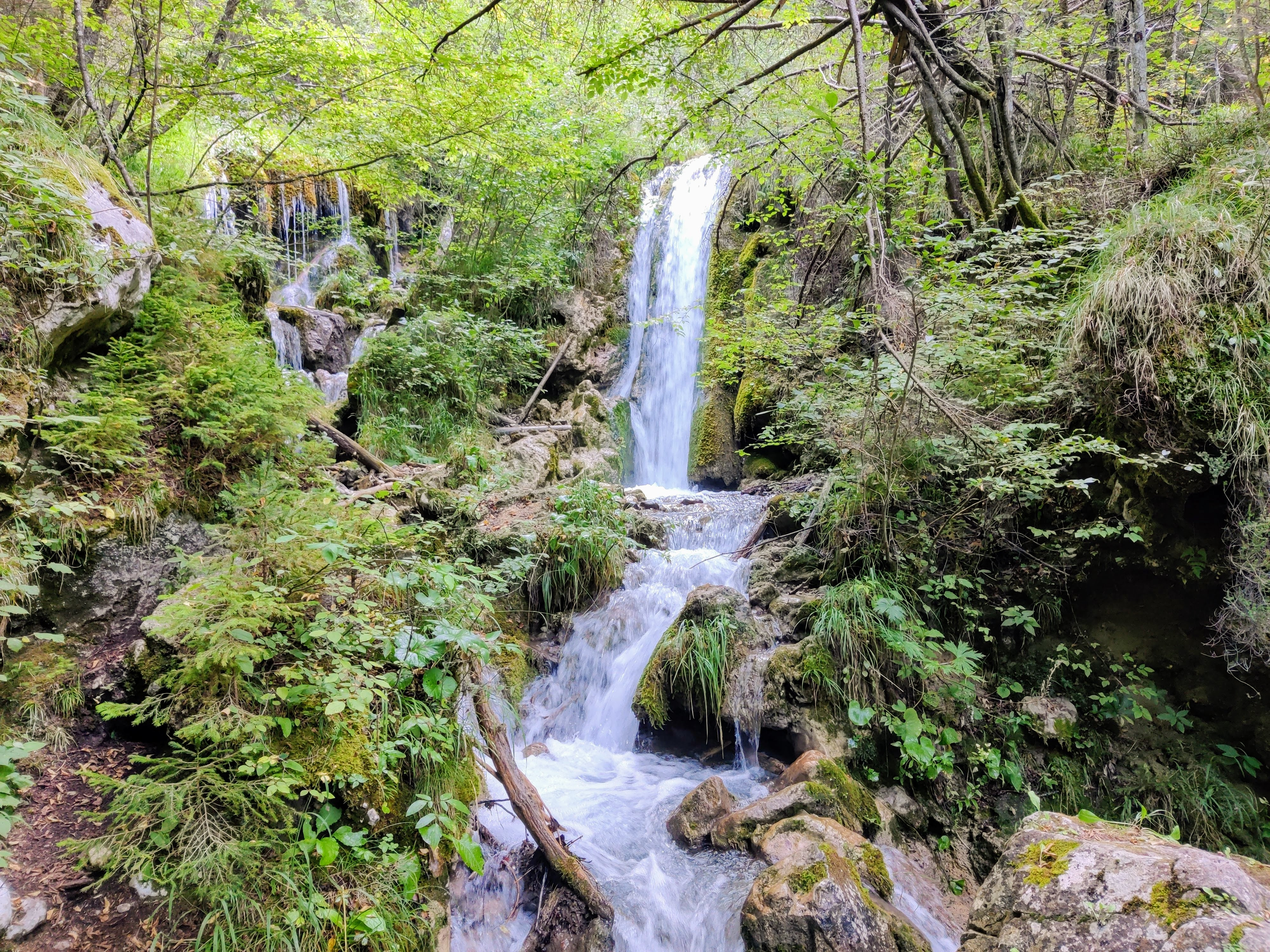
Weißenbachklamm

Die nordöstlich des Ortes gelegene Klamm ist nur über mehrere Leitern erklimmbar, wofür man aber mit direkten Blicken in die Höhlen der Kalktuffquellen und abwechslungsreicher Vegetation, etwa Hirschzungenfarn, belohnt wird.

## Söhne und Töchter
- Johann Koplenig (1891–1968), österreichischer Politiker (KPÖ)
- Alfred Knaller (1931–2019), Politiker (ÖVP), Mitglied des Bundesrates und Bürgermeister der Gemeinde Weißensee

## Trivia
Nach seiner Verurteilung wegen Hochverrats und seiner Relegation von allen Hochschulen verbrachte der spätere österreichische Bundeskanzler Bruno Kreisky einige Monate in Jadersdorf als Hilfsarbeiter einer Weberei.